# تأثرات سعدی
تأثیرپذیریِ سعدی از پیشینیانش موضوعِ تحقیقاتِ فراوان بوده است.

## قرآنو حدیث
سعدی از جمله شاعرانی است که با قرآن و حدیث آشنایی داشت و در آثار خود از آن بهره گرفت. او چه در نثر و چه در شعر، به آموزه‌های قرآنی توجه نشان داده است. او همچنین از احادیث محمد، پیامبر اسلام در اشعار خود استفاده کرده است. سعدی محدث زبردستی است که سال‌ها به معانی و مفاهیم احادیث نبوی اندیشیده و آن‌ها را بر چارچوب فکری خود منطبق کرده و در نهایت نتایج این امتزاج را در قالب نظم و نثر به مخاطبان خود ارائه کرده است. مفهوم‌ها، مضمون‌ها و عبارت‌های قرآنی را در گلستان، بوستان، قصاید و حتی در غزلیات سعدی به وفور می‌توان یافت. سعدی مانند ادبای پیش از خود، در بسیاری از موارد عین آیه یا بخشی از آن را به زبان عربی در شعر یا متن ذکر کرده یا تنها مفهوم آن را در بیان آورده است تا مخاطب خود را به درستی گفتهٔ خود مطمئن سازد یا او را به انجام یا اجتناب از کاری توصیه کند. در اصطلاح، به این روش بهره گرفتن از آیات و احادیث، «استفادهٔ استشهادی» می‌گویند که هدف آن به‌کار گرفتن جنبهٔ تعلیمی قرآن است. در گلستان ۲۷ آیه از قرآن و ۱۳ حدیث از پیامبر اسلام به‌صورت کامل نقل شده که در ۳۴ مورد متن اصلی (به زبان عربی) و در ۶ مورد ترجمهٔ فارسی آن‌ها مورد استفاده قرار گرفته است. اشاره به آیات و احادیث در آثار سعدی فراتر از این مقدار است؛ چنان‌که اشاره به آیات قرآن در گلستان و بوستان، به‌ترتیب، ۱۰۲ و ۱۱۵ مورد و اشاره به احادیث نبوی ۷۰ و ۵۲ مورد گزارش شده است.
اما سعدی علاوه بر این روش، از آیات و احادیث برای ساختن تصویر شعری نیز استفاده کرده و توانسته است با خلاقیت خود، در ادبیات غنایی و احساسی نیز از آیات قرآن بهره بگیرد. برای به‌کارگیری این شگرد، سعدی عبارات و اصطلاحات قرآنی را در مفهومی متفاوت به کار برده است. امید مجد، مترجم قرآن و شاعر، این شگرد را «استنباط ذوقی» می‌نامد. برای نمونه، سعدی از عبارت «اللیل یغشی النهار» در آیهٔ ۵۴ سورهٔ اعراف استفاده کرده تا مردی سیاه‌پوست را توصیف کند که زنی سفیدپوست را در کنار آورده است.

## فردوسی
سعدی به شاهنامهٔ فردوسی علاقه‌مند بود و از آن تأثیر می‌پذیرفت؛ چنان‌که بارها از شاهنامه یاد کرده است و اشاره‌های مختلفی به نام‌های اساطیری شاهنامه، ابیات شاهنامه و خودِ فردوسی (م. ۴۱۶ هجری) داشته است. این تأثیرپذیری را به‌خصوص در کتاب بوستان می‌توان دید، که سعدی آن را در وزن و قالب شعری شاهنامه سروده است. در بوستان می‌توان بیت‌هایی را یافت که بافت کلام فردوسی را دارند و این نشان‌دهندهٔ انس سعدی با شاهنامه بوده است. علاوه بر این، شباهت‌های محتوایی و دیدگاه‌های فکری مشترک را نیز می‌توان در آثار سعدی یافت. سعدی به قصد پند و اندرز سیاسی، بیش از همه چیز از داستان‌های شاهنامه کمک می‌گیرد.
در بوستان حکایتی هست با این مضمون که کسی در محفلی، از شعر سعدی تمجید می‌کند، اما در عین حال، وی را شاعری حماسهسرا قلمداد نمی‌کند. سعدی در جواب این فرد پراکنده‌گو، عنوان می‌کند که «سَرِ جنگ» ندارد؛ وگرنه، «مجال سخن» بر او «تنگ نیست».
سعدی، در پی آن، دو حکایت حماسی نقل می‌کند
و واژگانی مشابه واژگان شاهنامه را برای نامیدن سلاح‌ها و حرکت‌های جنگی به‌کار می‌برد. با این حال — علی‌رغم ادعای خود — در آفریدن یک اثر حماسی ناموفق بوده است.

## محمّد غزالی
سعدی دانش‌آموختهٔ نظامیهٔ بغداد است و به‌واسطهٔ تحصیل در این مدرسه، به صورت غیرمستقیم از تعالیم محمد غزالی (م. ۵۰۵ هجری) بهره‌مند شده و از او تأثیر پذیرفته است. سعدی از وی با عنوان امامِ مرشد یاد می‌کند. برخی از سعدی‌شناسان از جمله ضیاء موحد، معتقدند که بررسی اندیشهٔ سعدی بدون در نظر گرفتن آثار غزالی، به عنوان خاستگاه فکری و عقیدتی سعدی، میسر نیست. سعدی در یکی از حکایات گلستان، جایی که مناظره یکی از علماء با یکی از ملاحده را نقل می‌کند، بلافاصله پس از ذکر ملاحده، عبارت لعنهم الله (خداوند لعنتشان کند) را می‌نشاند که تا حدی می‌تواند یادآور لحن شدیدی باشد که غزالی در ردیه‌های خود بر اسماعیلیه می‌نویسد. همچنین یکی دیگر از نشانه‌های تأثیر غزالی بر سعدی، حکایتی است که در آن سعدی «دروغ مصلحت‌آمیز» را «بِه از راست فتنه‌انگیز» می‌داند. به احتمال زیاد، این سخن از کتاب احیاء علوم‌الدین برگرفته شده است.
ضیاء موحد، مهم‌ترین تفاوت سعدی با محمد غزالی را «عشق به فرهنگ و زبان فارسی» می‌داند و بر این رأی است که سعدی، برخلاف غزالی که در مورد اسماعیلیه فتواهای بسیار سنگینی دارد، چنین شدتی را از خود نشان نمی‌دهد.

## سنایی
سنایی (م. ۵۴۵ هجری)، نخستین شاعری است که به قالب غزل تشخص بخشید. سعدی نیز در سرودن غزل به زبان سنایی توجه کامل داشته است. به‌طور خاص، سنایی اولین شاعری بود که در غزل، به‌طور جدی تخلص را به‌کار برد و چنان‌که می‌دانیم، سعدی هم کاربرد تخلص در غزل را تکرار کرده است. سعدی در چندین قسمت از ترجیع‌بند مشهور خود، از غزلیات سنایی ب ا همان وزن و قافیه — استقبال کرده است. با برانداز کردن اشعار این دو شاعر، می‌توان دریافت که سعدی، سبکی را به کمال رسانده که سنایی شروع کرده است.
علی‌رغم پیروی سعدی از زبان سنایی در سرودن غزل، نظر سنایی در مواردی مورد تعرض و انتقاد سعدی واقع شده است؛ چنان‌که سنایی در جایی به تمثیل گفته: «خفته را خفته کی کند بیدار؟» اما سعدی چنین معنایی را «باطل» دانسته و به شعر گفته است که حتی از نوشته‌ای بر دیوار هم می‌توان پند آموخت.

## انوری
انوری (م. ۵۷۵ هجری) مانند سعدی از نبوغ زبانی برخوردار بوده است؛ وی به زبان محاوره نزدیک شده‌بود و از آرایه‌های ادبی پیچیده پرهیز می‌کرد. این تکامل زبانی، تأثیر بارزی بر اشعار سعدی داشت؛ به‌طوری‌که بسیاری از غزل‌های او را استقبال کرده است. توجه دقیق و مداوم سعدی به دیوان انوری و بهره‌گیری از زبان و سبک او، به‌خصوص در قصیده، انکارناپذیر است. هرچند که ضیاء موحد، سعدی‌شناس، معتقد است که در تأثیر گرفتن سعدی از غزل عاشقانه انوری نباید اغراق کرد، اما سیروس شمیسا، استاد ادبیات فارسی، سعدی را در غزل تابع تمام‌عیار انوری می‌داند. از نظر وی، سعدی هم به زبان ساده و همه‌فهم انوری توجه داشته و هم به پیروی از او، از عشق صوری و زمینی مبتنی بر سوز و گداز و وصال و فراق سخن گفته است.

## ادبیاتِ عرب
سعدی به زبانِ عربی مهارت داشت و به‌واسطهٔ تحصیل در بغداد، آثار و منابع عربی را مطالعه می‌کرد. او اشعاری نیز به زبان عربی دارد که نشان‌دهندهٔ میزان تسلط او بر این زبان است. ضیاء موحد، به‌رغم این پیشینه از سعدی، او را به‌جد مقید به فارسی‌نویسی می‌داند و بر این باور است که سعدی در گزینش واژگان و رعایت ساختار زبان فارسی نهایت دقت را به‌کار می‌برد. با این حال مواردی را به عنوان نمونه یادآوری می‌کند که سعدی از قواعد زبان عربی استفاده کرده است. به نظر او سعدی بیش از آن که در سرایش اشعار فارسی از زبان عربی متأثر باشد، در سرایش اشعار عربی، از زبان فارسی متأثر است.
در عین حال برخی از پژوهشگران، مضمون‌های انتخابی سعدی را برگرفته از برخی شاعران عرب تلقی کرده‌اند. یکی از نظرهای جنجالی در این خصوص، ادعای تأثیرپذیری او از مُتَنَّبی است. مُتَنَّبی (م. ۳۵۴ هجری) شاعر و ادیب عرب زبان عراقی در قرن چهارم هجری است که به عقیدهٔ حسینعلی محفوظ، سعدی دیوان اشعار او را از برداشته و در انتخاب مضامین اشعار خود از او تأثیر پذیرفته است. محفوظ از این نظریه در سال ۱۳۳۷ در قالب رسالهٔ دکتریٰ در رشتهٔ زبان و ادبیات فارسی دفاع کرد که سپس مورد تأیید برخی از پژوهشگران ادبیات فارسی از جمله غلامحسین یوسفی واقع شد. در مقابل، برخی دیگر از پژوهشگران مانند علی دشتی و مهدی محقق این نظریه را رد کردند. استدلال مخالفان این بود که مضامین مشترک مورد اشارهٔ محفوظ، مضامینی عمومی است که مورد استفادهٔ بسیاری از شاعران دیگر قبل از متنبی نیز قرار گرفته است.